# لوچیانو گومز
لوچیانو گومز (انگلیسی: Luciano Gómez؛ زادهٔ ۲۲ مارس ۱۹۹۶) بازیکن فوتبال اهل آرژانتین است.
از باشگاه‌هایی که در آن بازی کرده‌است می‌توان به باشگاه فوتبال بانفیلد اشاره کرد.